# Luis Álamos Barros

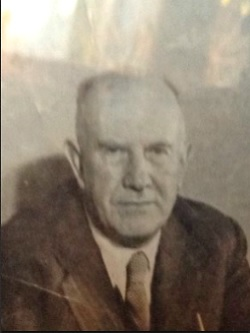
Luis Álamos Barros

Luis Álamos Barros (* 8. Februar 1893 in Chillán; † 6. Januar 1960 in Santiago de Chile) war ein chilenischer Politiker der Radikalen Partei PR (Partido Radical), der zwischen 1926 und 1930 Mitglied der Abgeordnetenkammer (Cámara de Diputados) war, der zweiten Kammer des Nationalkongresses (Congreso Nacional), und 1931 Entwicklungsminister (Ministro de Fomento) war. Er war von 1933 bis 1937 Mitglied des Senats (Senado de la República), der ersten Parlamentskammer, sowie zwischen 1936 und 1937 erneut Entwicklungsminister. Später fungierte er 1941 als Minister für Auswärtiges und Handel (Ministro de Relaciones Exteriores y Comercio), 1945 als Innenminister (Ministro del Interior) sowie 1946 Finanzminister (Ministro de Hacienda).

## Leben
Luis Álamos Barros, Sohn von José Manuel Álamos Lantaño und Rosa Barros Santa Cruz, begann nach dem Besuch des Gymnasiums Liceo de Chillán ein Studium an der Fakultät der Rechtswissenschaften der Universidad de Chile und schloss dieses mit der Abschlussarbeit „De los contratos“ (‚Von den Verträgen‘) ab, woraufhin er am 14. Dezember 1916 eine Tätigkeit als Rechtsanwalt aufnahm. Er widmete sich auch der Landwirtschaft und bewirtschaftete die Farm San Bernardo Sur in Chillán. Er wurde Mitglied der Radikalen Partei PR (Partido Radical) und fungierte zwischen dem 30. Januar und dem 24. September 1924 als Gouverneur (Intendente) der damaligen Provinz Ñuble sowie zeitweise auch als Stadtrat (Regidor) seiner Geburtsstadt Chillán. 1926 wurde er für Radikale Partei Mitglied der Abgeordnetenkammer (Cámara de Diputados) war, der zweiten Kammer des Nationalkongresses (Congreso Nacional), und vertrat in dieser bis 1930 den Wahlkreis „XV San Carlos, Chillán, Bulnes y Yungay“. Während der kommissarischen Präsidentschaft von Vizepräsident Manuel Trucco Franzanni bekleidete er zwischen dem 20. August und dem 2. September 1931 kurzzeitig das Amt als Entwicklungsminister (Ministro de Fomento).
Nachdem Álamos Barros zwischen 1932 und 1933 Präsident der Radikalen Partei war, wurde er 1933 Mitglied des Senats (Senado de la República), der ersten Parlamentskammer, und vertrat in dieser bis 1937 den Provinzwahlkreis „VII Ñuble y Concepción“. Zugleich war er zwischen dem 12. September 1936 und dem 29. März 1937 im zweiten Kabinett von Staatspräsident Arturo Alessandri Palma abermals als Entwicklungsminister. 1938 war er erneut kurzzeitig Präsident der Radikalen Partei und 1940 für einige Zeit Botschafter in Mexiko. Während der Amtszeit von Staatspräsident Pedro Aguirre Cerda bekleidete er zwischen dem 26. März und dem 10. Juni 1941 als Minister für Auswärtiges und Handel (Ministro de Relaciones Exteriores y Comercio).
Während der Amtszeit von Staatspräsident Juan Antonio Ríos Morales bekleidete er zwischen dem 22. Mai und dem 24. September 1945 das Amt als Innenminister (Ministro del Interior). Während der darauf folgenden kommissarischen Präsidentschaft von Vizepräsident Alfredo Duhalde Vásquez fungierte er vom 14. August bis zum 6. September 1946 Finanzminister (Ministro de Hacienda).
Im Anschluss war Luis Álamos Barros in der Wirtschaft tätig und fungierte unter anderem als Berater der Zentralbank (Banco Central de Chile) und des Außenhandelsrates (Consejo de Comercio Exterior) sowie als Repräsentant der Banco en la Corporación de Auxilio y Reconstrucción. Er war ferner Vizepräsident der Chilenischen Salpeter- und Jod-Vertriebsgesellschaft COVENSA (Corporación de Ventas de Salitre y Yodo de Chile) sowie Direktor und Eigentümer der in Chillán erscheinenden Tageszeitung „El Día“. Er arbeitete des Weiteren in mehreren Zeitungen und Zeitschriften zu wirtschaftlichen, politischen sowie rechtlichen Themen mit und fungierte als Rechtsanwalt und Berater der Rentenkasse der Streitkräfte (Caja de Retiro de las Fuerzas Armadas). Ferner engagierte er sich unter anderem als Mitglied der Liga de Estudiantes Pobres, der Sociedad Protectora de la Infancia und Club Hípico.
Aus seiner am 9. Juni 1918 geschlossenen Ehe mit Ester Junemann gingen vier Kinder hervor.